# گیلی فلرتی
گیلی لوییس اسکارلت فلرتی (به انگلیسی: Gilly Louise Scarlett Flaherty) (زادهٔ ۲۴ اوت ۱۹۹۱) بازیکن زن فوتبال اهل کشور انگلستان است و در لیگ برتر فوتبال زنان انگلیس بازی می‌کند. وی بازیکن پیشین آرسنال است. گیلی فلرتی کار خود را از تیم جوانان باشگاه فوتبال زنان میلوال لایانیسس آغاز کرد. او معمولاً در پست مدافع میانی بازی می‌کند. فلرتی پیش از آنکه کار خود را در تیم انگلیس در تاریخ اکتبر ۲۰۱۵ آغاز کند در تیم ملی جوانان این کشور بازی می‌کرد.